# Miguel Silva
João Miguel Macedo Silva (Guimarães, 7 de abril de 1995) es un futbolista portugués. Juega de portero en el Beitar Jerusalén de la Liga Premier de Israel.

## Trayecotria
Silva ingresó a los 18 años a la academia del equipo local Vitória Sport Clube. Comenzó a jugar entre las reservas del equipo hasta que a los 20 años, fue ascendido al primer equipo por el técnico Sérgio Conceição. Su primer partido en la Primeira Liga se produjo el 28 de noviembre de 2015 en una victoria en casa por 2-1 contra el Boavista FC. Silva terminó la temporada con otras 23 apariciones al obtener su equipo la décima posición nacional.
Silva firmó un contrato de tres años con el C. S. Marítimo el 29 de junio de 2021.

## Clubes
| Club              | País     | Año           |
| ----------------- | -------- | ------------- |
| Vitória Guimarães | Portugal | 2015-2020     |
| APOEL FC          | Chipre   | 2020-2021     |
| C. S. Marítimo    | Portugal | 2021-2023     |
| Beitar Jerusalén  | Israel   | 2023-presente |